# Călugăreasa, Gorj
Călugăreasa este un sat în comuna Prigoria din județul Gorj, Oltenia, România.

## Monumente istorice
- Biserica „Toți Sfinții" (1822)
- Biserica de lemn din Călugăreasa-Țoțoi (1775)

## Galerie de imagini

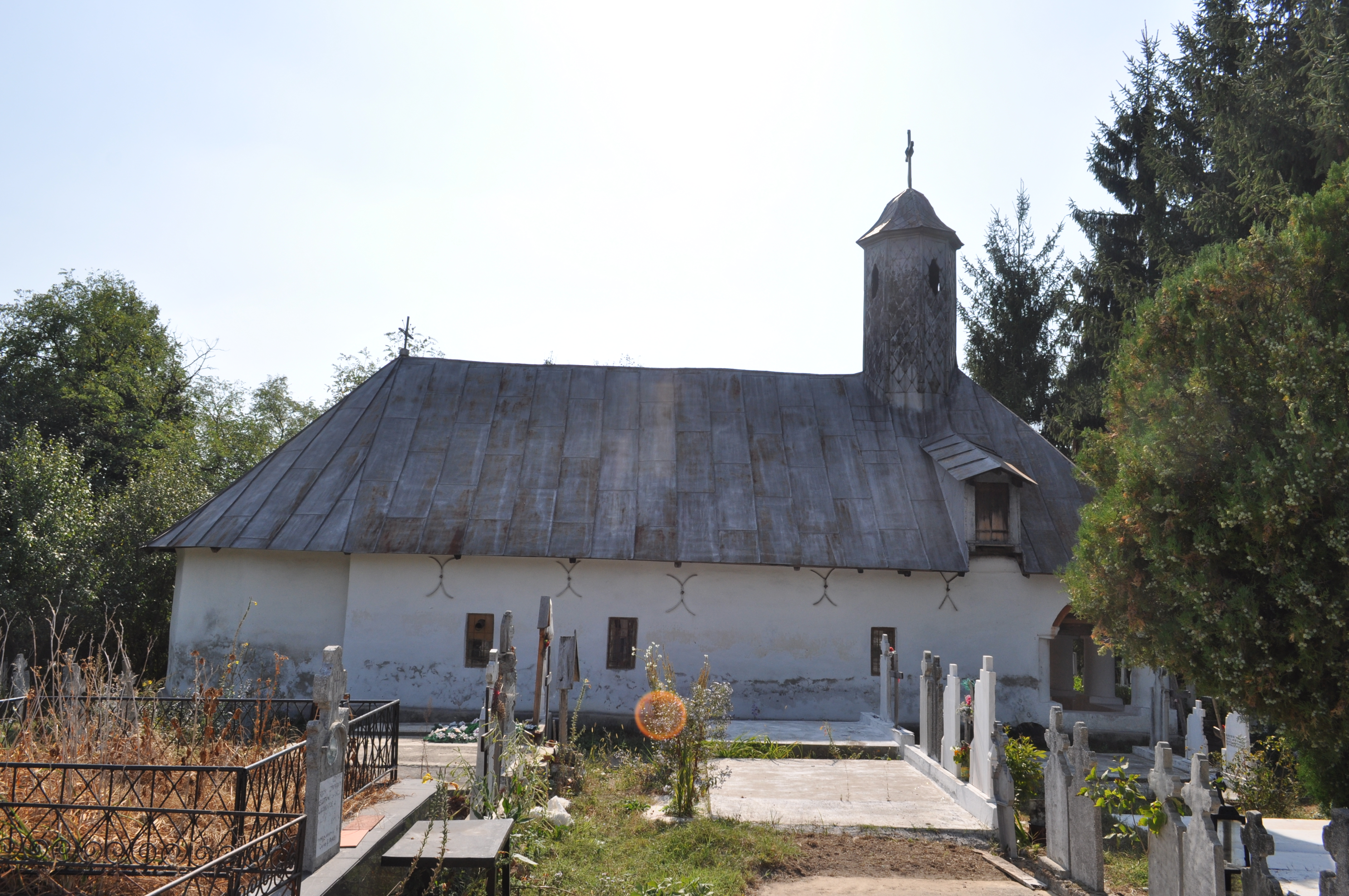
Biserica „Toți Sfinții”

 Acest articol despre o localitate din județul Gorj este deocamdată un ciot. Puteți ajuta Wikipedia prin completarea lui.